# 滨湖默尔比施
滨湖默尔比施是奥地利布尔根兰州艾森斯塔特城郊县的一个市镇。总面积28.05平方公里，总人口2323人，人口密度82.8人/平方公里（2001年）。